# Chouani
Chouani est une ville de l'union des Comores, situé sur l'île de Grande Comore.

## Historique
Chouani, anciennement appelée Shiweni, qui s’écrit « Shuwani » selon l’alphabet comorien élaboré à l’époque d’Ali Soilih, est l’une des villes les plus anciennes des Comores (parmi les premières sur l’ile de Ngazidja).
La naissance de cette ville correspond à la période qui a suivi après le peuplement des iles.
L’histoire orale raconte qu’un boutre à voile d’origine arabe du nom de « Mbouli » aurait fait naufrage aux temps des conquêtes sur les côtes de Bangoi Hambou, qui s’écrit « Bangwa Hambu ». Les rescapés (esclaves) auraient traversé la végétation jusqu’à l’actuel emplacement de la ville de Chouani et s’y seraient installés. D’ailleurs, ce lieu fut baptisé à l’époque Mboulihanou par ses premiers occupants, et le quartier précis, ainsi que l’une des plus grandes familles de Chouani portent jusqu’à maintenant ce même nom. Beaucoup d’illustres combattants, philosophes et autres grands hommes étaient des descendants de cette lignée où y ont contracté des mariages, tels le grand martyr M’madi Patiyara, Mze M’madi Msoili ou encore le fameux Mze Ahamada Mze, un notable hors du commun. Mais il y a eu aussi la plus marquante, Madame Moina Mahamda, qui a eu la bénédiction divine en mettant au monde deux frères présidents de la république comorienne à savoir Ali Soilih Mtsashiiwa et Said mohamed Djohar.
L’histoire de Chouani, aussi ancienne que son peuplement, est liée directement à celle des sultanats des Comores (histoires des sultans batailleurs) et surtout marquée par un intellectualisme prématuré, des péripéties et des gloires.
À l'origine, l’endroit était d'abord un carrefour, un lieu de rendez-vous pour la planification de batailles par exemple…
il s’agit de la naissance de la première ville d’une région qui s’appellera Hambou. Cette dernière subira pendant longtemps l’influence intellectuelle de son foyer principal qui tend à s’imposer sur tous les plans notamment celui commercial, domaine dans lequel Chouani servait de lieu d’échanges sous forme de troc bien avant l’emploi de la monnaie, sur la place de Myebé Djou wa Nourou, qui s’écrit « M’yembe dju wa nuru » en langue comorienne et qui signifie ‘’ sur le manguier de Nourou’’, mais il y a aussi le côté industriel dans lequel pendant la période coloniale on pouvait trouver sur place des alambiques servant à distiller les huiles de vanilles et d’ylang-ylang…
Parallèlement, sur l’ile voisine de Mohéli, un village (actuelle ville de Gnouma choua, qui rime aussi bien avec Chouani) serait construit par des ressortissants chouaniens en voyages.

## Situation géographique
Située dans la sous-région de Hambou, la ville de Chouani se trouve dans la préfecture du centre Ouest de l’ile de Ngazidja, à 17 km au Sud de Moroni, capitale des Comores et à 800 m, Est de la route nationale « RN2 » à partir du lieu-dit « Mbibodjou ».
Elle constitue un carrefour au milieu des autres villes qui l’entourent en étoile comme suit :
- Au Nord/Est à 1 km : la ville de Djoumoichongo. Et à 5 km de l’ancienne scierie coloniale de la SAGC, dénommée « Nioumbadjou ».
- Au Nord à 1 km : la ville de Nkomioni.
- Au Nord/Ouest : la ville de Troumbéni à 2 km, et celle de Mitsoudjé à 2,5 km
- Au Sud/Ouest : la ville de Bangoi à 2,5 km à 800 m à l’Ouest de la RN2 à partir de Mimoza.
- À l’Est : la forêt du Karthala (versant Ouest) à partir de 3 km de la ville.
- Au Sud/Est : Mdjoiézi à 2 km.
- Enfin, Chouani est située approximativement entre 400 et 500 m d’altitude.

## Démographique
La population de la petite ville de Chouani augmente de plus en plus. Elle est estimée en 2015 à 3031 le nombre d'habitants résidents (estimation nationale officielle).
En 2014 elle a dépassé de loin les 2950 habitants à majorité jeune. La tendance de 2003 pourrait changer légèrement: avec plus de 70 % ont moins de 40 ans et plus de 55 % sont des femmes.

## Description

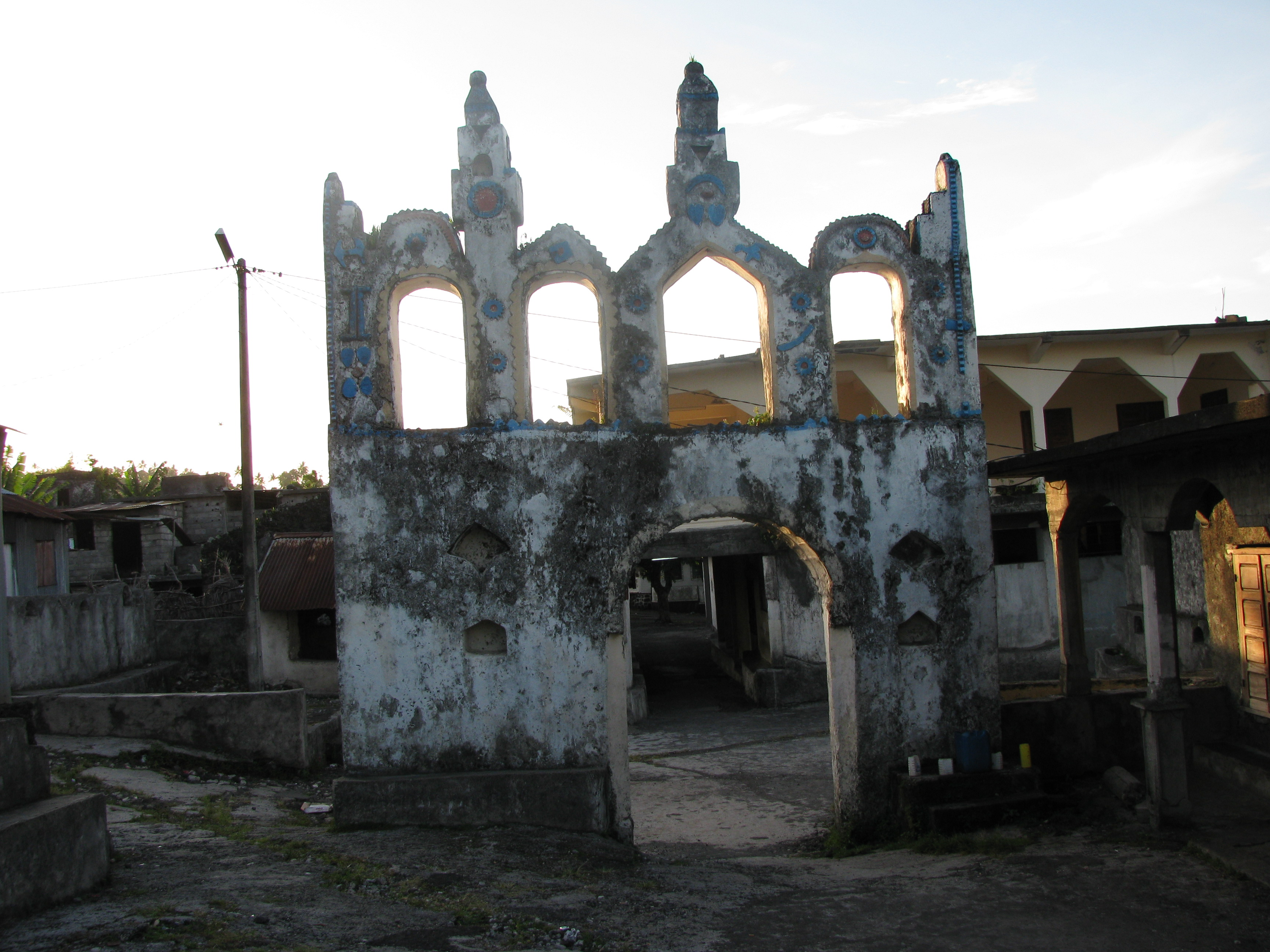
le minaret de Chouani vu de derrière

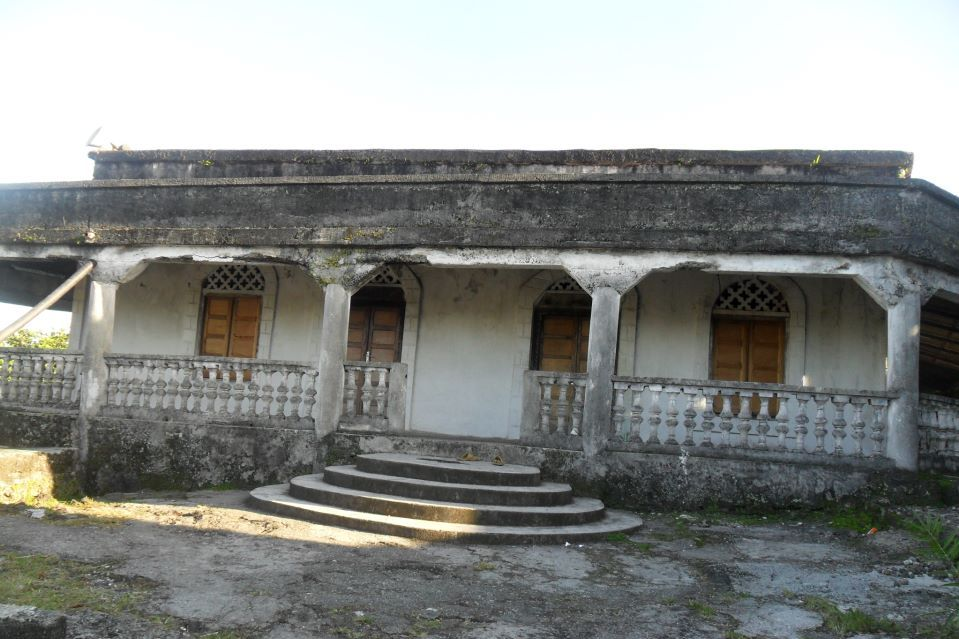
L'ancienne mosquée de Chouani

La cité de Chouani s’est dotée d’une grande et belle médina dont les vestiges sont encore bien visibles de nos jours.
Il s’agit par exemple du Bangwé, qui s’écrit « bangwe » et qui veut dire « lieu de rencontre, place publique… », un lieu très symbolique hébergeant les réunions des classes moyennes de la société (wanamdji ou mashababi qui signifient littéralement « les enfants de village » c’est-à-dire les jeunes ; mais par connotation cela désigne de façon discriminatoire les hommes n’ayant pas encore fait le grand mariage comorien) et qui est bâti à l’aide de pierres et de chaux. Ce Bangweni se trouve entouré par le Panimoimdji, qui s’écrit « pani mwa mdji » qui signifie littéralement la ‘’cuisine’’ du village/ville, et le Tronimoidari, qui s’écrit « troni mwa dari » qui signifie littéralement sous-immeuble et qui est à vrai dire un foyer se trouvant au rez-de-chaussée de la maison royale du Djoumbé Said ben soultwan Ali Abdou, ancêtre de la fameuse reine Mkou. Cet endroit de Troni mwa Dari était aussi utilisé comme lieu de justice ou les Wafomamdji, qui s’écrit « wa fawume wa mdji » et désigne les notables de la première classe, recevaient les plaintes et jugeaient les gens. Aujourd’hui, cela est devenu leur principal siège.

Non loin de là, on y voit le grand minaret qui est considéré aujourd’hui comme le symbole de Chouani et qui est représenté officiellement dans plusieurs documents administratifs. Ce monument historique exclusif pour certaines villes, témoigne de la richesse culturelle et historique de Chouani (Shuwani).
Il s’agit d’une construction à base de pierres cimentées à l’aide de la chaux qui s’élève jusqu’à une quinzaine de mètres et visible de par tous les coins de la ville. Il est aussi reconnu comme le symbole d’un ‘’royaume’’ (sultanat).
Ce minaret, situé juste à côté du msihira mashababi, qui s’écrit « msihiri wa mashababi » et qui signifie la mosquée de jeunes, est à plus de 30 m de la Grande mosquée du vendredi de Chouani qui est rénovée en 2013.
Chouani compte aujourd’hui environ 12 mosquées sans compter la nouvelle mosquée de vendredi actuellement en pleine construction. Toujours sur le côté infrastructure, Chouani présente un aspect très remarquable qui la diffère de beaucoup d’autres villes et villages, notamment son désenclavement par de grandes routes qui ouvrent vers les moindres recoins et vers les autres régions.

## Éducation
Pour ce qui est de l’éducation Chouani s’est particulièrement démarquée par son enseignement de qualité qui, d’ailleurs, pendant très longtemps, fut l’objet d’attraction de jeunes provenant des différentes régions du pays venus s’y instruire . Tout d’abord il y a l’enseignement religieuse islamique qui a nécessité plus de 6 madrasa ou palachio, qui s’écrit « paya la shiyo » et signifie littéralement ‘’la cuisine du livre’’ qui n’est autre que les écoles coraniques. Ici on peut citer des grands personnages précurseurs de l’islam à l’instar du Cheikh Mohamed Hassan, un des plus célèbres.

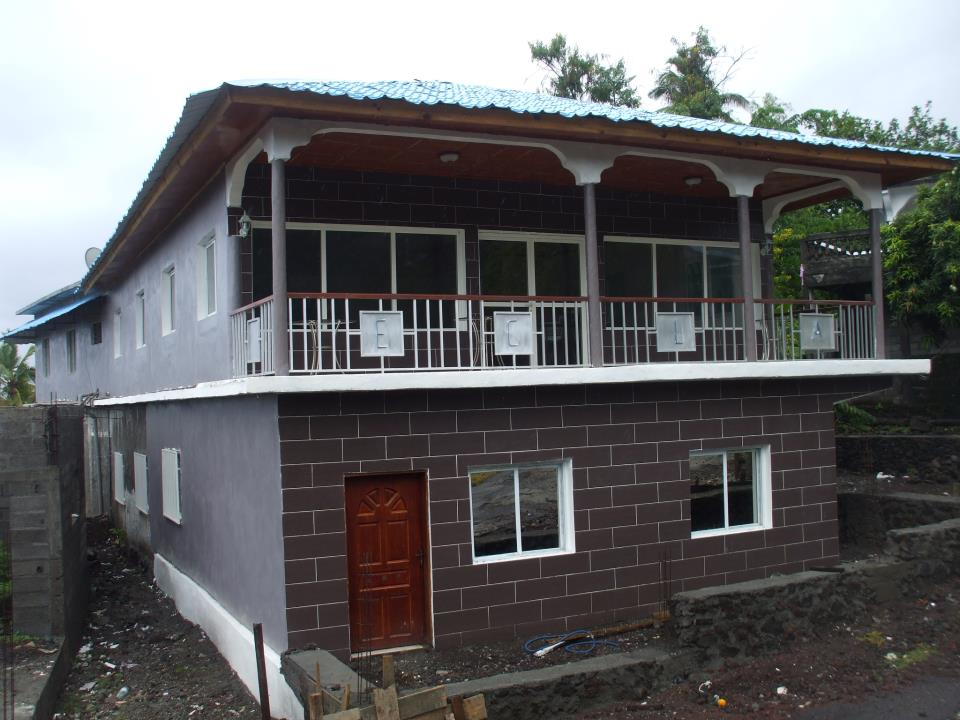
bibliothèque de chouani

Par ailleurs, l’école primaire publique de chouani ouvert il y a déjà plus de 50ans a elle aussi accueilli pas mal d’élèves de la sous région . on y trouve également le collège rural de Mbibodjou qui, malgré quelques régressions constatées ces dernières années, a été pendant longtemps parmi les plus réputés du pays. Mais aussi dans ce même site de Mbibodjou, par sa position géostratégique, se trouvent d’autre écoles privées comme le GS Mtsashiwa…
De nos jours le taux de scolarisation est largement satisfaisant avoisinant les 100 % des enfants de moins de 9 ans. En revanche, dans le secondaire le taux de scolarisation est légèrement supérieure à la moyenne nationale (+ de 55 %). Cependant l’enseignement professionnel est un moyen qui permet de le compenser en partie.
Mais cela ne résume pas tout car dans ce domaine précis de l'éducation, les chouaniens ont une traditionnelle tendance à devancer les autres. en effet, en janvier 2013, la bibliothèque-médiathèque (actuelle ECLA) de chouani fut officiellement inaugurée en la présence de l’ambassadeur de France, du maire de la commune de Hamtsahwa et d’autres hautes personnalités du gouvernement . Celle-ci étant la deuxième bibliothèque du pays après celle de l’alliance franco-comorienne dispose de plus de 6000 livres, d’une partie ludothèque et d’une médiathèque. sa construction, fut l’œuvre de l’association UJEC (Union de la jeunesse Estudiantine de Chouani ) avec la collaboration et le soutien du Comité de pilotage de Chouani ainsi que des partenaires étrangers comme l'Ambassade de France aux Comores. Il faut aussi noter la participation majeure de la diaspora chouanienne en France.

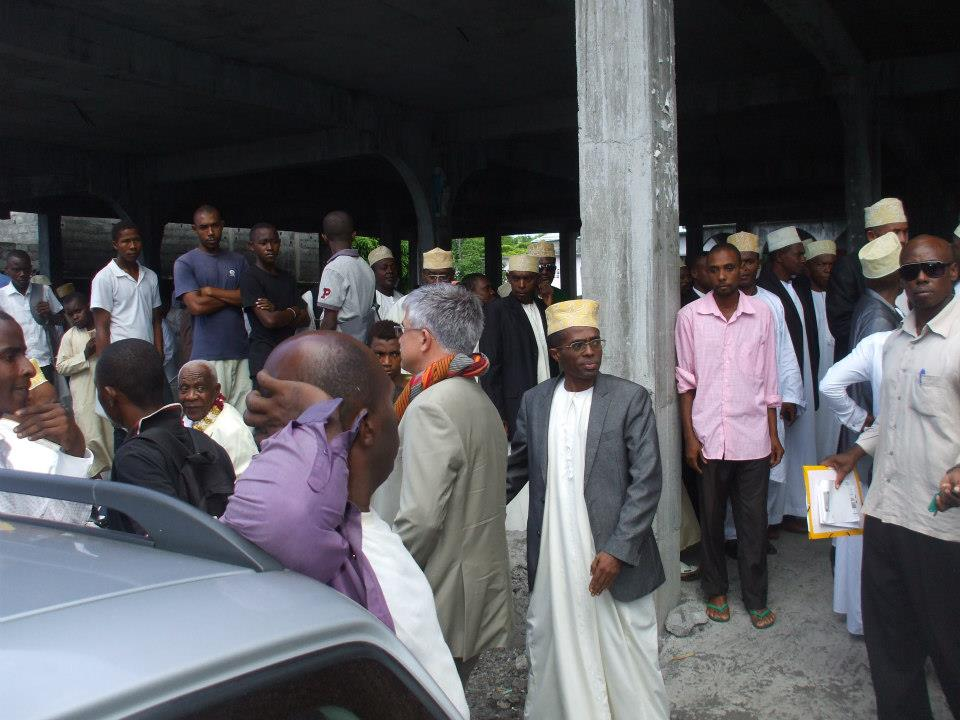
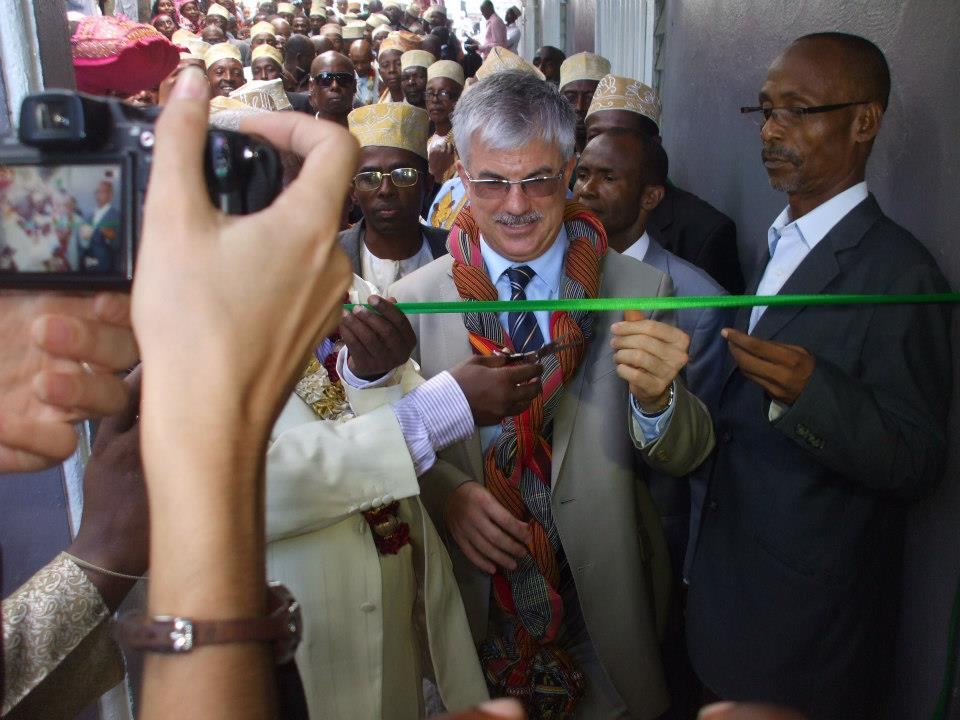
inauguration de l'ECLA
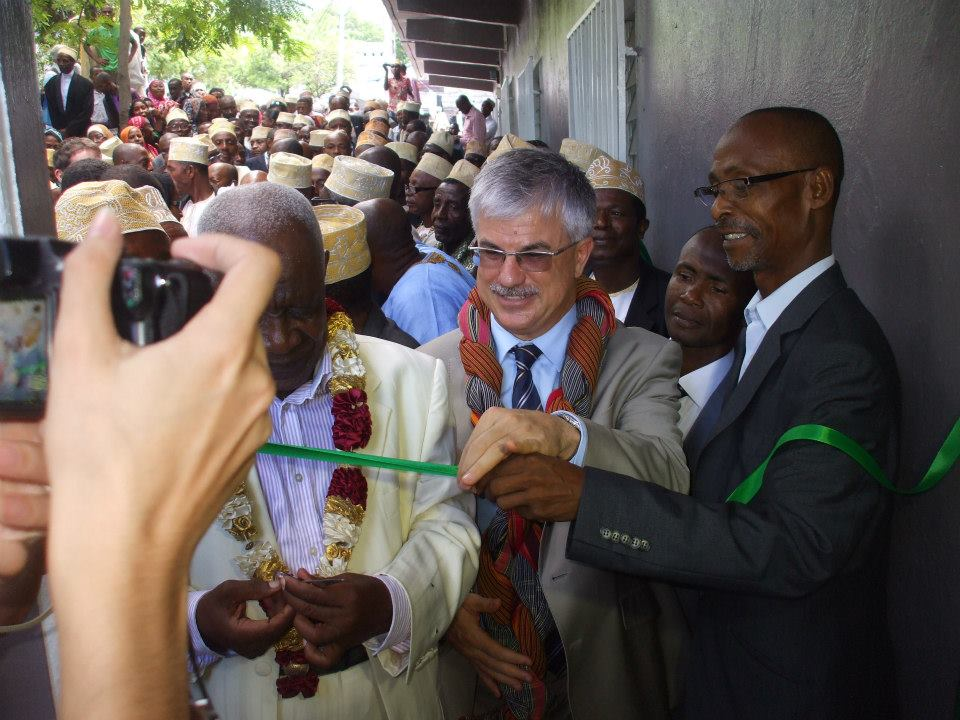
inauguration de l'ECLA
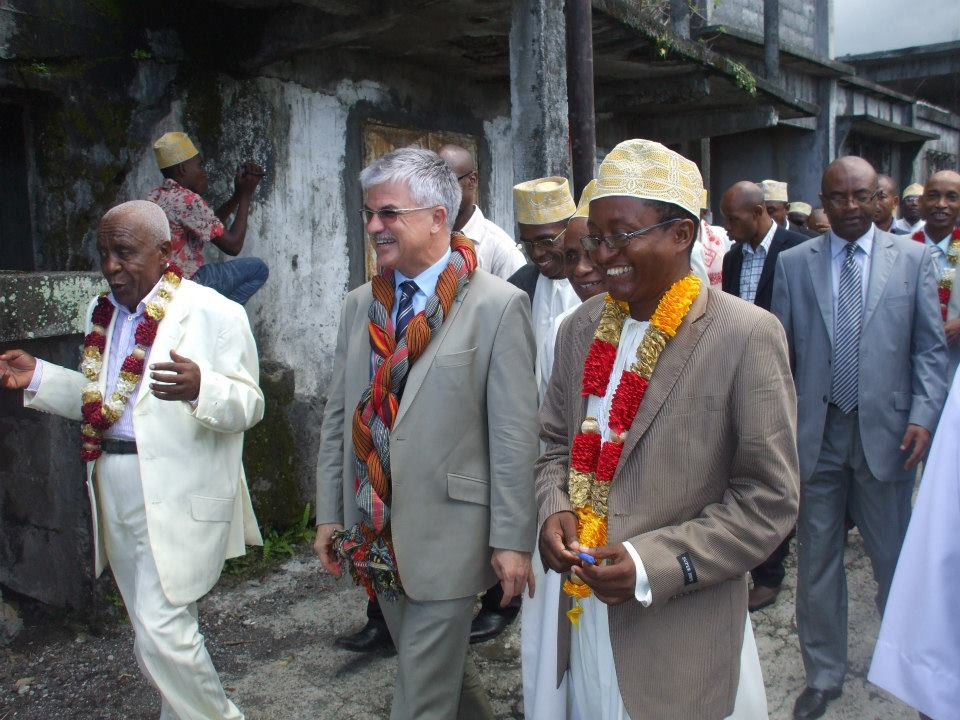
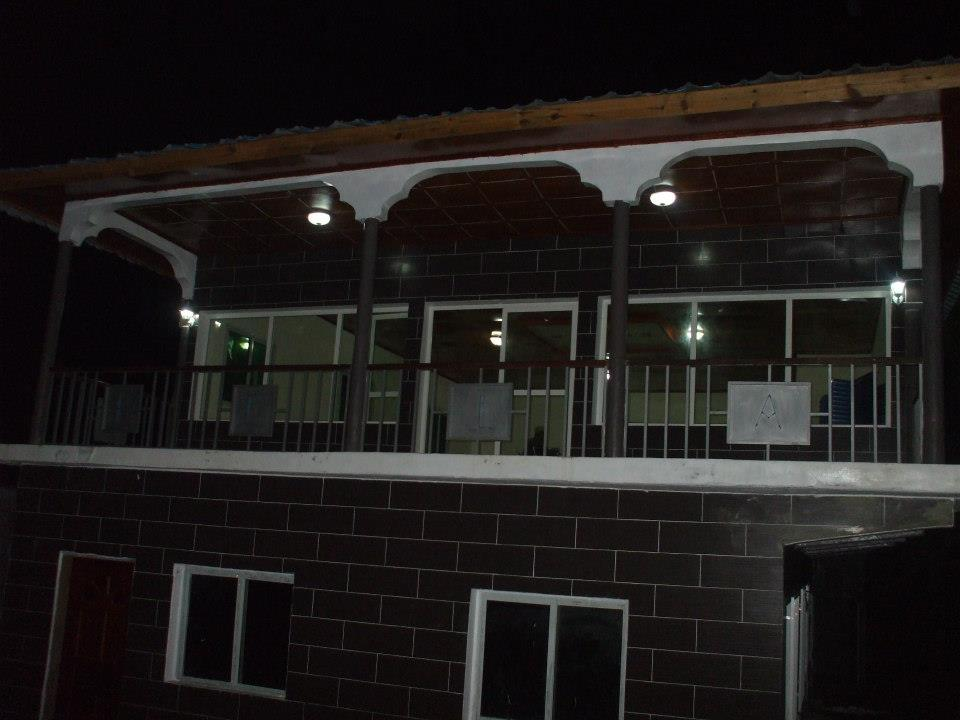
l'ECLA
- presentation des locaux

## Économie
La population chouanienne est essentiellement paysanne dans ses origines. Il s’agit d’une culture vivrière et de subsistance utilisant des méthodes et moyens archaïques et parfois précaires. Mais cette tranche de la population qui a encore confiance à ces pratiques agricoles pourtant sans rendement efficace, vieillit inexorablement sans que le relai ne soit vraiment assuré par la jeunesse, qui, elle, n’y voyant pas trop son avenir, est plutôt attirée par l’enseignement.
Ainsi ce paysannat n’atteint que 10 % de la population active. Telle est la preuve évidente d’une agriculture insuffisante pour nourrir les producteurs et a fortiori toute la population.
Les cultures de rentes quant à elles, sont à moitié délaissées pour cause de mévente ou prix dérisoires dans les marchés depuis quelques années. Les produits les plus concernés sont entre autres l'ylang-ylang, le girofle, le coprah, et à moindre mesure, la vanille.
EN effet, de toute évidence, des efforts restent à multiplier dans tous les secteurs car plus de 80 % des jeunes de moins de 30 ans ayant obtenu ou pas leur baccalauréat (parfois avec plus d’un bac+4) se retrouvent au chômage, et sont donc restés oisifs. Ce fléau malgré de multiples efforts de la part des autorités pour l’endiguer, ne fait que gagner du terrain occasionnant ainsi une délinquance juvénile caractéristique…
Cependant, certaines activités prometteuses sont en train de voir le jour :
- Très récemment quelques jeunes ont entrepris des essais dans les cultures maraîchères et autres pour se frayer un créneau de sortie de l’impasse économique. il s’agit par exemple de l’association Daroubini qui mène des activités agricoles intéressantes sur le site de Ntsodeni ;
- Dans le domaine sportif, les jeunes chouaniens possèdent désormais un terrain de football répondant aux normes internationales, le Stade Oumour qui a été l’objet de travaux de rénovations financés également par l’Ambassade de France aux Comores et dont l'inauguration a eu lieu le 27/03/2010. Ce stade permet à la ville d’accueillir les matches des grands clubs et à l’équipe de football de Chouani FC chouani de jouer à domicile ;
- Un réseau d’eau vient d’être construit à partir du puits situé sur le site de mbibodjou. Ce réseau qui se distribue dans toute la ville, donne accès à l’eau potable à la population. Sous l’administration du comité de pilotage usoni, il servirait si bonne gestion est, à créer quelques emplois dans le but de réduire le chômage selon ce dernier ;
- On peut également citer la télévision locale, appelée Chiweni télévision (Shiweni TV), un projet particulier de développement local.

En résumé la communauté chouanienne, malgré un contexte socio-économique parfois difficile, a toujours su promouvoir son propre développement d’une manière ou d’une autre, en s’appuyant d’abord sur ses propres ressources, et sur des aides de proximité à travers des programmes intégrés d’action communautaire et des petits projets réalistes à impacts certains.

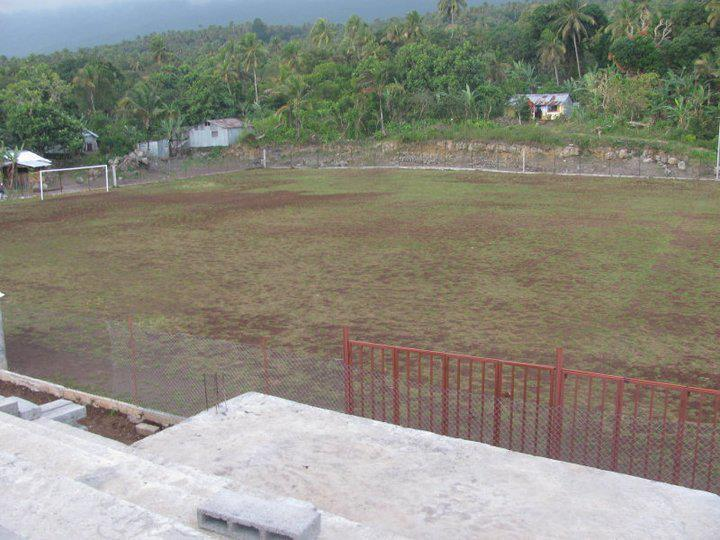
Stade Oumour de Chouani
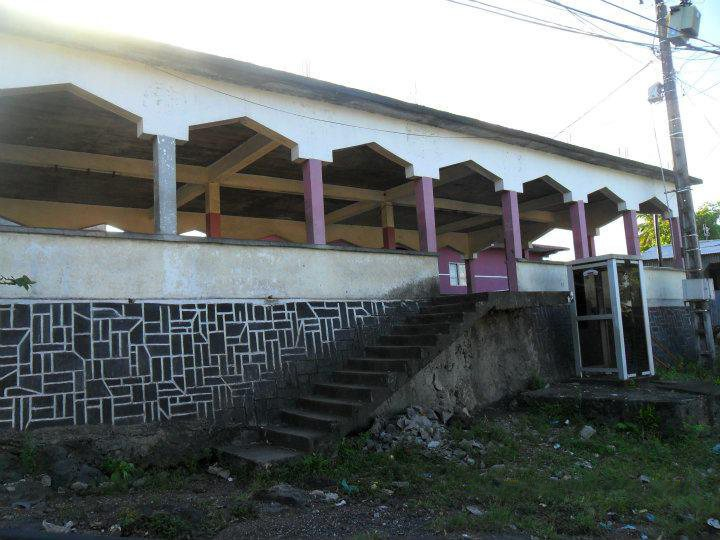
Travaux du terrain de football de Chouani
- Inauguration du stade Oumour
- Marché de Chouani

## Politique
Depuis toujours, la classe politique chouanienne parvient à s’imposer, aussi bien au sein des gouvernements que dans les divers organismes nationaux et internationaux. d’ailleurs sur ce domaine Chouani est connu comme le berceau même du ‘’oustarabou’’, qui s’écrit « wusta yarabu », un mot large désignant en langue comorienne l’instruction, le civisme et le savoir-faire.
On peut citer l’exemple exclusif des deux frères présidents :
D’abord le président camarade Ali Soilih, père de la révolution (1975-1978).
Ce dernier, resté inoubliable pour la population comorienne grâce à ses multiples réalisations comme les "Moudiria", a su donné espoir à un peuple meurtri par la crise, les mercenaires et surtout la peur de ne pas pouvoir assurer sa souveraineté après une indépendance fraichement prise ; puis le président Said Mohamed Djohar (1989-1995). Celui-ci est considéré par le peuple comorien comme le père de la démocratie.
À la suite, d’autres hommes politiques de Chouani seront appelés à prendre de hautes fonctions au sein de l’État. Tel est le cas d’Ahamada M’madi Bolero qui assurera la présidence par intérim entre les deux mandats du président A. Azali.
Actuellement au niveau local, la ville de Chouani s’est associée avec celle de Bangoi Hambou et les deux forment la Commune de Hamtsahwa. Cette dernière est dirigée dans un premier mandat par Monsieur le Maire Foundi Mze, originaire de Chouani.

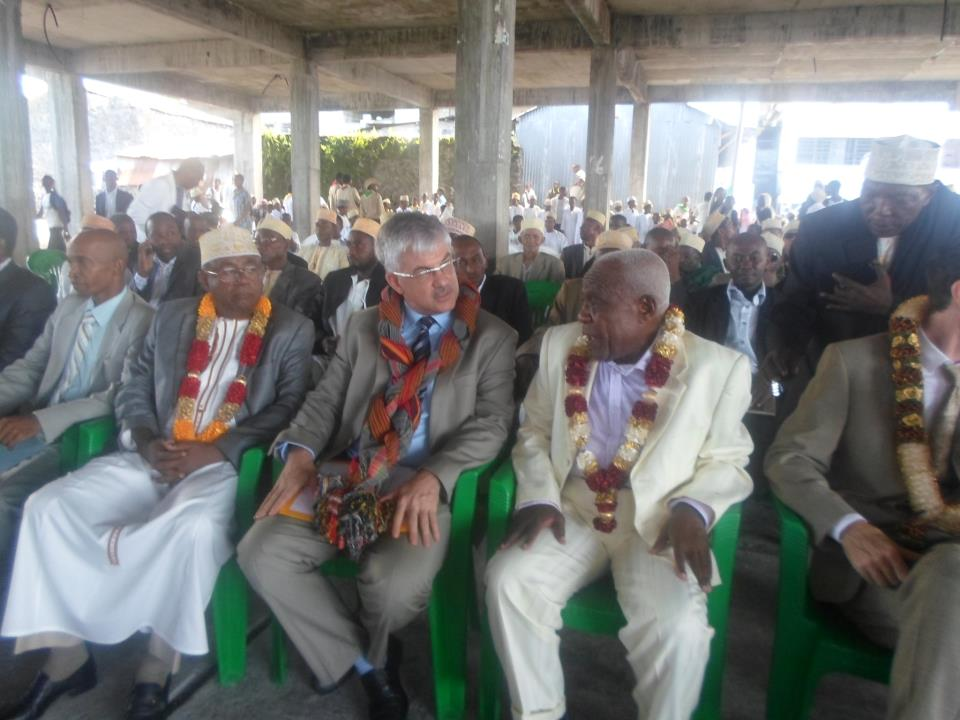
Le maire à côté de l'ambassadeur